# 広野村 (岡山県)
広野村（ひろのそん）は、岡山県勝田郡にあった村。
現在の津山市河面、田熊、近長、福井に当たる。
ここでは現在の津山市広野地区についても扱う。

## 沿革
- 1889年6月1日 - 町村制施行に伴い、勝北郡河面村、田熊村、近長村、福井村が合併し、広野村となる。大字福井に役場を置く。
- 1900年4月1日 - 勝北郡が勝南郡と合併し、勝田郡となる。
- 1954年7月1日 - 周辺の9村とともに津山市へ編入される。

## 広野地区
旧・広野村から近長を除いた地域を広野地区と呼んでいる。広野小学区に一致する。中学校は津山東中学区。

### 隣接自治体・地区
- 津山市大崎地区
- 津山市河辺地区
- 津山市高野地区
- 津山市勝北地区（旧・勝加茂村)
- 津山市成名地区
- 勝央町（旧・勝間田町、植月村、高取村）

### 地区の地名
- 河面
- 田熊
- 福井
- 近長 - 村制施行時

### 人口
1827人（2019年1月1日現在。住民基本台帳による。津山市調べ）。地名ごとの人口は各地名記事参照。

### 教育

#### 保育園
- 広野保育園

#### 学校
- 広野小学校

## 交通

### 鉄道
地区内を走る鉄道及びその駅なし

### 道路
廃止当時は未完成。地区内を走る高速道路はなし。

#### 国道
- 国道429号

#### 県道
- 主要地方道

地区内を走る主要地方道なし
- 一般県道
  - 岡山県道347号田熊高野停車場線
  - 岡山県道412号福井美作大崎停車場線
  - 岡山県道415号工門勝央線

## 河川・山岳

### 河川
- 加茂川
- 広戸川

## 名所・旧跡・観光スポット・祭事・催事
- 田熊八幡神社歌舞伎舞台

### 寺院・神社

#### 神社
- 八幡神社（福井・田熊・河面に各1社ずつ）